# دان اف‌ام
دان اف‌ام (انگلیسی: Dawn FM) پنجمین آلبوم استودیویی خواننده و ترانه‌پرداز کانادایی د ویکند است. این آلبوم در ۷ ژانویه ۲۰۲۲ توسط اکس‌او و ریپابلیک رکوردز منتشر شد. در این آلبوم جیم کری راوی بوده است و تایلر، د کریتور و لیل وین به عنوان خوانندگان مهمان حضور داشته‌اند. تهیه‌کنندگان اجرایی این آلبوم د ویکند، مکس مارتین و وان‌اوهتریکس پوینت نور بوده‌اند و تهیه‌کنندگان مختلفی همچون اسکار هالتر، کالوین هریس و سوئدیش هاوس مافیا را به کار گرفتند.

## گواهی‌نامه‌ها
| منطقه                                                                      | گواهی  | واحد گواهی‌شده/فروش |
| -------------------------------------------------------------------------- | ------ | ------------------ |
| استرالیا (آی‌اف‌پی‌آی استرالیا)                                               | طلا    | ۳۵٬۰۰۰^            |
| بلژیک (بی‌ئی‌ای)                                                             | طلا    | ۱۰٬۰۰۰             |
| کانادا (میوزیک کانادا)                                                     | پلاتین | ۸۰٬۰۰۰             |
| دانمارک (آی‌اف‌پی‌آی)                                                         | پلاتین | ۲۰٬۰۰۰             |
| فرانسه (اس‌ان‌ئی‌پی)                                                          | پلاتین | ۱۰۰٬۰۰۰            |
| ایتالیا (اف‌آی‌ام‌آی)                                                         | پلاتین | ۵۰٬۰۰۰             |
| نیوزیلند (آرآی‌ای‌ان‌زد)                                                      | طلا    | ۷٬۵۰۰              |
| نروژ (آی‌اف‌پی‌آی نروژ)                                                       | طلا    | ۱۰٬۰۰۰*            |
| لهستان (زدپی‌ای‌وی)                                                          | پلاتین | ۲۰٬۰۰۰             |
| بریتانیا (بی‌پی‌آی)                                                          | طلا    | ۱۰۰٬۰۰۰            |
| ایالات متحده (آرآی‌ای‌ای)                                                    | پلاتین | ۱٬۰۰۰٬۰۰۰          |
| * رقم فروش تنها بر پایهٔ گواهی‌ها. · رقم فروش+پخش جاری تنها بر پایهٔ گواهی‌ها. |        |                    |

## تاریخچه انتشار
| منطقه | تاریخ          | ناشر(ها)              | فرمت(ها)              | نسخه           | منابع         |
| ----- | -------------- | --------------------- | --------------------- | -------------- | ------------- |
| مختلف | ۷ ژانویه ۲۰۲۲  | اکس‌او ریپابلیک        | دانلود دیجیتال استریم | استاندارد      | [ ۱۲ ]        |
| مختلف | ۱۱ ژانویه ۲۰۲۲ | اکس‌او ریپابلیک        | دانلود دیجیتال استریم | آلترناتیو ورلد |               |
| مختلف | ۲۸ ژانویه ۲۰۲۲ | اکس‌او ریپابلیک        | سی‌دی                  | استاندارد      | [ ۱۳ ]        |
| ژاپن  | ۱۶ مارس ۲۰۲۲   | یونیورسال میوزیک ژاپن | سی‌دی سی‌دی+ دی‌وی‌دی     | آلترناتیو ورلد | [ ۱۴ ] [ ۱۵ ] |
| مختلف | ۲۹ آوریل ۲۰۲۲  | اکس‌او ریپابلیک        | کاست ال‌پی             | استاندارد      | [ ۱۶ ] [ ۱۷ ] |